# Carl Anton von Meyer
Carl Anton von Meyer (* 1. April 1795 in Wizebsk; † 24. Februar 1855 in Sankt Petersburg) war ein russlanddeutscher Botaniker. In Russland ist er bekannt als Karl Antonowitsch von Mejer (Карл Анто́нович фон Ме́йер). Sein offizielles botanisches Autorenkürzel lautet „C.A.Mey.“   

## Leben und Wirken
Meyer ging nach dem Schulbesuch in die Apothekerlehre und studierte 1813/14 Pharmazie an der Kaiserlichen Universität Dorpat. Anschließend über nahm er die väterliche Apotheke.  1818 nahm er an einer botanischen Reise Carl Friedrich von Ledebours auf die Krim teil. Er verkaufte die Apotheke und zog nach Dorpat um, wo er Botanik studierte. In den Jahren 1826 bis 1829 reiste er mit Ledebour und Alexander von Bunge in den Altai und die Kirgisische Steppe. 1829 bereiste er den Kaukasus. Er war ab 1835 am Botanischen Gartens von Sankt Petersburg tätig, wo er eng mit Friedrich Ernst Ludwig von Fischer zusammenarbeitete. Von 1850 bis zu seinem Tod im Jahre 1855 war er selbst Direktor des Botanischen Gartens. Am 5. April 1826 wurde Meyer in die Königliche Akademie gemeinnütziger Wissenschaften zu Erfurt aufgenommen. Ab 1845 war er ordentliches Mitglied der Russischen Akademie der Wissenschaften. Im Jahr 1852 wurde er zum Mitglied der Leopoldina gewählt.

## Ehrungen
Die Pflanzengattung Meyeria DC. aus der Familie der Korbblütler (Asteraceae) ist benannt nach Carl Anton von Meyer, Johann Carl Friedrich Meyer, Friedrich Albrecht Anton Meyer, Georg Friedrich Wilhelm Meyer und Ernst Heinrich Friedrich Meyer.

## Werke
- Verzeichniß der Pflanzen, welche während der, auf allerhöchsten Befehl, in den Jahren 1829 und 1830 unternommenen Reise im Caucasus und den Provinzen am westlichen Ufer des Caspischen Meeres gefunden und eingesammelt worden sind. Buchdruckerei der Kaiserlichen Akademie der Wissenschaften, St. Petersburg 1831 Digitalisat
- Verzeichniß der im Jahre 1838 am Saisang-Nor und am Irtysch gesammelten Pflanzen (zusammen mit August Gustav Heinrich von Bongard), 1841
- Enumeratio plantarum novarum a cl. Schrenk lectarum (zusammen mit Friedrich Ernst Ludwig von Fischer), 1841–1842
- Florula provinciae Tambov, 1844
- Versuch einer Monographie der Gattung Ephedra, 1846
- Sertum petropolitanum (zusammen mit Friedrich Ernst Ludwig von Fischer; vollendet 1869 von Eduard August von Regel), 1846–1852
- Florula ochotensis phaenogama (zusammen mit Ernst Rudolph von Trautvetter), in „Reise in den äußersten Norden und Osten Sibiriens“, 1847
- Florula provinciae Wiatka, 1848